# Nada parecido
Nada parecido es el segundo álbum de estudio perteneciente al grupo de rock y ska argentino La Sonora de Bruno Alberto. Fue editado bajo el sello EMI en el año 1989.

## Historia
En el año 1989 y luego del éxito de su primer disco Perez-Troika, Daniel Wirtz y compañía entraron a estudios para grabar su segunda álbum llamado Nada Parecido, el cual siguió la línea de su antecesor. El disco cargado de letras irónicas y graciosas se caracterizaba por un contenido muy sexual dado que sus temas aludían constantemente al sexo. Esto resultó en la prohibición del mismo por parte del COMFER.
Canciones como La chancha peluda, Venia a bailar y gozar y por sobre todo Virgen lechuza cascoteada hacían referencias constantemente al sexo. Sin embargo los hits del disco fueron la versión de La cucaracha cuyo estribillo repetía La cucaracha, cucaracha, ya no puede caminar porque no tiene porque le falta marihuana que fumar y Nada parecido, tema que da título al álbum. Además contenie un rap humorístico y un cuarteto dedicado a todos los cuarteteros que tocan como La Mona Jiménez. Si bien tuvo una discreta difusión en las estaciones de radio de música joven, el disco no tuvo el éxito comercial del debut de la banda.

## Lista de canciones
Todas las canciones escritas y compuestas por La Sonora de Bruno Alberto excepto las que indiquen. 
| N.º | Título                      | Escritor(es)             | Duración |  |
| 1.  | «Nada parecido»             | César Silva/Daniel Wirtz | 03:24    |  |
| 2.  | «Vení a bailar y a gozar»   | Daniel Wirtz             | 03:22    |  |
| 3.  | «Gaucho rap»                | César Silva/Daniel Wirtz | 03:19    |  |
| 4.  | «Virgen lechuza cascoteada» | César Silva/Daniel Wirtz | 03:11    |  |
| 5.  | «La chancha peluda»         | César Silva/Daniel Wirtz | 03:09    |  |
| 6.  | «La cucaracha»              | Popular                  | 03:30    |  |
| 7.  | «No te creo más»            | Daniel Wirtz/César Silva | 03:01    |  |
| 8.  | «No me caso»                | César Silva/Daniel Wirtz | 02:29    |  |
| 9.  | «Sigo buscando»             | César Silva/Daniel Wirtz | 03:15    |  |
| 10. | «La tarantrucha»            | Daniel Wirtz             | 03:30    |  |

## Personal
- Daniel Tuerto Wirzt: voz, batería y timbales (†)
- César Silva: guitarra
- Claudio Cicerchia: bajo
- Diego Di Pietri: teclados
- Juan Lovaglio: saxo
- Jorge Araujo: batería